# Бродиловка
Бродиловка — деревня в Тёпло-Огарёвском районе Тульской области России.
В рамках административно-территориального устройства является центром Ивановского сельского округа Тёпло-Огарёвского района, в рамках организации местного самоуправления включается в Волчье-Дубравское сельское поселение.

## География
Расположена в 28 км к юго-востоку от райцентра, посёлка городского типа Тёплое, и в 90 км к югу от областного центра, г. Тулы. 

## Население
| 2002 | 2010 |
| ---- | ---- |
| 190  | ↗210 |